# Сан Пјетро Вернотико
Сан Пјетро Вернотико (итал. San Pietro Vernotico) је насеље у Италији у округу Бриндизи, региону Апулија.
Према процени из 2011. у насељу је живело 13667 становника. Насеље се налази на надморској висини од 40 м.

## Становништво
Према резултатима пописа становништва 2011. у општини је живело 13.974 становника.
| 1931. | 1936. | 1951.  | 1961.  | 1971.  | 1981.  | 1991.  | 2001.  | 2011.  |
| ----- | ----- | ------ | ------ | ------ | ------ | ------ | ------ | ------ |
| 8.835 | 9.543 | 12.367 | 13.967 | 14.775 | 15.567 | 15.469 | 15.004 | 13.974 |